# Slavkov (Kozlov)
Slavkov (německy Schlock) je bývalá moravská obec a malá vesnice, část obce Kozlov v okrese Olomouc. Do konce roku 2015 byl součástí vojenského újezdu Libavá, ležel na jihu újezdu. V roce 2009 zde bylo evidováno 18 adres. V roce 2001 zde trvale žilo 118 obyvatel.

## Historický přehled
První písemná zmínka o Slavkově je z roku 1447, kdy náležel k panství hradu Helfštýna. Německý název se uvádí od roku 1628. Farní kostel sv. Františka Serafínského byl postaven roku 1763. Od roku 1815 stojí ve Slavkově škola. V letech 1869–1930 je Slavkov uváděn jako samostatná obec. V roce 1930 měl Slavkov 63 domů s 309 obyvateli, v roce 1944 měl 326 obyvatel. Po odsunu Němců (rok 1946) byl celý katastr obce o rozloze 1398,14 ha nakonec začleněn do vojenského újezdu Libavá. V letech 1960–1965 byla téměř celá jeho původní zástavba zbourána a nahrazena bytovkami. Zůstala stát jen škola a kostel, přestavěný na uzavřený kulturní dům.
Ke 20. prosinci 2002 došlo k výrazné změně katastrálního členění vojenského újezdu Libavá, při níž se výrazně změnily hranice samotného k. ú. Slavkova, oficiálně nazývaného Slavkov u Města Libavá. Severní a severovýchodní okraj katastru byl začleněn do k. ú. Čermná u Města Libavá, jinak bylo k. ú. Slavkova u Města Libavá výrazně rozšířeno o celé nyní rušené k. ú. Ranošov, jižní polovinu rušeného k. ú. Kozlov, většinu k. ú. Loučka a Staměřice, asi polovinu k. ú. Velký Újezd, západní třetinu k. ú. Středolesí, severozápadní část k. ú. Podhoří, jih k. ú. Nová Ves nad Odrou, jihozápad k. ú. Boškov, malé části k. ú. Daskabát, Varhošť a Uhřínov. Rozšířený katastr měl rozlohu 48,08 km2.
Ministerstvo obrany pod vedením Alexandra Vondry přišlo v dubnu 2011 s plánem optimalizace vojenských újezdů, podle kterého se měl vojenský újezd Libavá do roku 2015 zmenšit asi o 79,15 km², tedy necelou čtvrtinu, zejména o okrajové části, které byly částečně turisticky zpřístupněné. Kromě úspor armády bylo cílem také vyčlenit z vojenského újezdu co nejvíce obyvatel. V září 2011 představil ministr obrany plán starostům obcí z okolí vojenského újezdu. Přitom uvedl, že v závislosti na názoru místních obyvatel se odloučená území buď připojí k sousedním obcím, nebo vzniknou nové obce. Na začátku ledna 2012 záměr schválila vláda. Ještě v roce 2012 byla ve Slavkově provedena anketa o vzniku samostatné obce, ve které však účast nedosáhla 35 %. Uvažovalo se proto o začlenění Slavkova k některé z okolních obcí. V rámci přípravy na zmenšení vojenského újezdu bylo k. ú. Slavkov u Města Libavá k 5. květnu 2014 zrušeno a rozděleno na dvě nová k. ú., jimiž jsou Kozlov u Velkého Újezdu a Varhošť u Města Libavá. Samotná vesnice Slavkov, spolu s tou částí jejího původního katastru, která náležela do zrušeného k. ú. Slavkov u Města Libavá, se ocitla v novém k. ú. Kozlov u Velkého Újezdu. Okrajové části původního katastru, které byly roku 2002 začleněny do k. ú. Čermná u Města Libavá, byly začleněny do nového k. ú. Kozlov u Velkého Újezdu I. Nakonec se zákonem č. 15/2015 Sb., o hranicích vojenských újezdů stal Slavkov k 1. lednu 2016 součástí nové obce Kozlov, tvořené oběma výše zmíněnými k. ú. Kozlov u Velkého Újezdu a Kozlov u Velkého Újezdu I, takže celé území původní obce Slavkova opět náleží k jedné obci.

## Další informace
Bývalý německý hřbitov se nachází u jihozápadního konce vesnice.
Jeden kilometr jižním směrem od Slavkova se nachází Slavkovský vrch (636 m n. m.). V jižní části katastru obce Slavkov (nad vesnicemi Loučka a Podhoří) se nachází masiv Obírka (622 m n. m.) s pozůstatky pravěkého hradiště a na potoce Trnávka se nachází Loučská kaskáda (šikmý kaskádovitý skalní stupeň toku potoka).
V jihovýchodní části katastru obce Slavkov (nad vesnicí Podhoří) se nachází zřícenina gotického hradu Drahotuš.